# Дафф, Лаймен Пур
Сэр Ла́ймен Пур Дафф (англ. Lyman Poore Duff, 7 января 1865, Мифорд (Онтарио) — 26 апреля 1955, Оттава) — главный судья Верховного суда Канады.
Он дважды временно заменял генерал-губернатора Канады: в первый раз с 29 сентября по 4 ноября 1935, во второй — с 11 февраля по 21 июня 1940.